# Jesus han sviker ej
Jesus han sviker ej är en kör med text från 1881 av William Pearson. 
Musiken är av okänt ursprung.

## Publicerad i
- Frälsningsarméns sångbok 1929 som nr 147 i kördelen under rubriken "Jubel, strid och erfarenhet".
- Frälsningsarméns sångbok 1968 som nr 147 i kördelen under rubriken "Jubel, Strid Och Erfarenhet".
- Frälsningsarméns sångbok 1990 som nr 841 under rubriken "Glädje, vittnesbörd, tjänst".